# ژرژ رامولو
ژرژ رامولو (فرانسوی: Georges Ramoulux‎; ۲۴ اکتبر ۱۹۲۰ – ۵ نوامبر ۲۰۱۳) دوچرخه‌سوار اهل فرانسه بود.